# Calidris bairdii
O maçarico-de-bico-fino ou pilrito-de-bico-fino  (Calidris bairdii) é uma ave limícola pequena, da família Scolopacidae. Ele se encontra entre as aves que foram inicialmente incluídas no gênero Erolia e agrupadas no gênero Calidris em 1973. O nome do gênero deriva do grego antigo kalidris ou skalidris, um termo usado por Aristóteles para algumas aves aquáticas cinzentas. O nome específico bairdii homenageia Spencer Fullerton Baird, naturalista e secretário-assistente do Smithsonian Institution no século XIX.
Embora alguns jornais a digam extinta, isso deve-se a confusão com a espécie Numenius tenuirostris, uma espécie anteriormente encontrada na região paleártica, também conhecida popularmente como maçarico-de-bico-fino, e avistada pela última vez em 1995. A Lista Vermelha da UICN considera-a como pouco preocupante.

## Descrição
Os adultos possuem pernas pretas e um bico curto, reto e fino. Eles são marrons escuros na parte superior e principalmente brancos na inferior, com uma mancha preta na garupa. A cabeça e o peito são marrons claros com listras escuras. Na plumagem de inverno, esta espécie tem a cor cinza amarronzada mais pálida na parte superior. Esta ave pode ser difícil de distinguir de outras aves limícolas pequenas similares.
Uma das melhores características de identificação são as longas asas, que se estendem além da cauda quando a ave está no solo. Apenas o maçarico-de-sobre-branco também mostra isso, mas esta ave pode ser diferenciada pela sua plumagem.

## Ecologia
O maçarico-de-bico-fino se reproduz nas tundras setentrionais do leste da Sibéria ao oeste da Groenlândia. Ele faz o ninho no solo, geralmente em locações secas com vegetação baixa.
Ele é um migrante de longa distância, passando o inverno na América do Sul. Esta espécie é um vagante raro na Europa ocidental.
O maçarico-de-bico-fino pode ter se hibridizado com o Calidris subruficollis.
Essas aves forrageiam nos alagadiços da costa, apanhando o alimento que avistam. Elas se alimentam principalmente de insetos, além de pequenos crustáceos.